# Балка Зразкова
Балка Зразкова — ботанічний заказник місцевого значення. Об'єкт розташований на території Михайлівського району Запорізької області, на території Старобогданівської сільської ради.
Площа — 53 га, статус отриманий у 2011 році.